# Тагиефф, Пьер-Андре
Пьер-Андре Тагиефф (фр. Pierre-André Taguieff; 4 августа 1946, Париж, Франция) — французский философ, политолог, политический аналитик и историк идей, специализирующийся на изучении расизма и антисемитизма.
Директор по исследованиям французского Национального центра научных исследований (CNRS) в лаборатории Института политических исследований в Париже; член аналитического центра Cercle de l'Oratoire. Преподаёт в Институте политических исследований.

## Биография и научная работа
Родился в 1946 году в семье русских и франко-польских родителей. С раннего возраста был увлечен еврейской культурой (особенно музыкой), хотя сам не был евреем. Учился в Париже. Получив образование в области философии, интересовался философией языка. 
Автор более двадцати книг. Написал значительные работы по таким темам, как расизм и антирасизм, антисемитизм, популизм, идея прогресса, интеграция этнических меньшинств и сохранению актуальности республиканской модели государства-нации. Много писал о теоретических и практических аспектах борьбы с расизмом во Франции.
Характеризуется как один из ведущих французских исследователей на тему расизма и идеологии современных ультраправых, один из ведущих республиканских интеллектуалов Франции, сделавший выдающуюся академическую карьеру. Часто даёт интервью и широко цитируется в средствах массовой информации.
С конца 1970-х годов он начал публиковать научные эссе о дискурсе и идеологии аналитических центров «новых правых», GRECE и Club de l'Horloge. По мере того как различные элементы «новых правых» развивались и расходились друг с другом, Тагиефф проявлял больший интерес к работам Алена де Бенуа, наиболее плодотворного и оригинального из теоретиков этого направления. Подведение итогов его исследований в этой области содержится в работе Sur la Nouvelle Droite. В то же время он проводил исследование пересечений прошлых и настоящих проявлений антисемитизма, включая работу над мифологией еврейского мирового заговора и «Протоколов сионских мудрецов». Также он исследовал детерминистские теории культурных различий, коллективной идентичности и раздельного развития, которые были разработаны крайне правыми интеллектуалами в качестве замены старых доктрин биологического расизма, «арийства» и превосходства «белых». Наиболее важной из его работ на эту тему была La Force du préjugé. В своих исследованиях Тагиефф также уделил внимание французскому Национальному фронту, в который мигрировали многие бывшие ключевые фигуры «новых правых». В этих его работах также особое внимание уделялось идеологическим и дискурсивным аспектам явления.
В 2000 году Тагиефф популяризовал выражение «исламо-гошизм», обозначающее связи между некоторыми радикальными левыми и исламистами на основе неприятия союза США и Израиля.